# 林安宅
林安宅（1099年—1181年），字居仁，福州侯官县（今福建省福州市）人。南宋大臣，宋孝宗时参知政事。
宋高宗建炎二年（1128年）林安宅中进士。历任检正户部郎。宋孝宗乾道二年（1166年）五月，林安宅由右谏议大夫担任同知枢密院事兼权参知政事。同年八月罢职，作为副相执政三个月。淳熙七年（1180年）加端明殿学士致仕。淳熙八年（1181年），林安宅卒，时年八十三岁。